# Бил, Рейнольдс
Рейнольдс Бил (англ. Reynolds Beal; 1866—1951) — американский художник стилей импрессионизм и модернизм.

## Биография

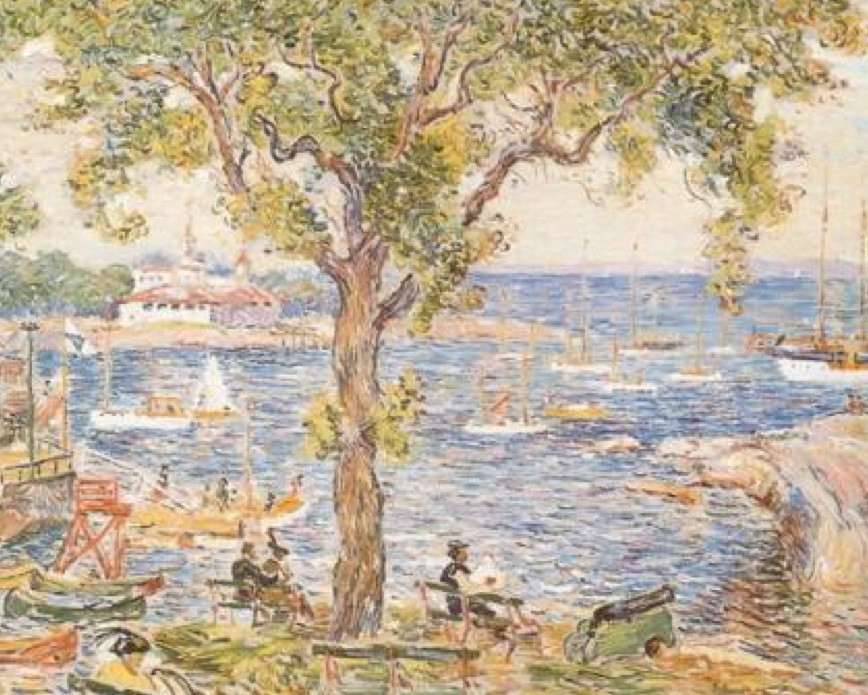
Рейнольдс Бил,
Echo Bay, New Rochelle, 1914 год

Родился 11 октября 1866 года в Нью-Йорке, старший брат живописца Гиффорда Била. Вместе с братом проводили лето в Ньюберге, Нью-Йорк, на реке Гудзон. Позднее вместе писали местные пейзажи. Их отец — William Reynolds Beal.
Рейнольдс проявил художественные способности в раннем возрасте. Обучался в Корнеллском университете на факультете кораблестроения, был здесь членом братства Phi Kappa Psi и общества Irving Literary Society.
В 1901 году он провёл много времени в море и работал над альбомом Cruising Aboard U.S.S. School Ship St. Mary’s. С 1900 по 1907 годы писал в арт-колонии Noank, Коннектикут вместе с художником Генри Рейнджером. После 1912 года его работа была сосредоточена в большей степени на событиях в долине реки Гудзон. Самый плодовитый художественный период Била приходится на 1910—1920 годы. Использовал иногда стиль тонализм, писал акварелью.
Некоторое время жил с братом в Рокпорте, Массачусетс; их студия находилась рядом с гаванью, на тему которой было создано ряд работ. Некоторое время Бил жил самостоятельно в Глостере, Массачусетс. Много путешествовал. В ноябре 1944 года в городе Фитчберг, Массачусетс, в центре Fitchburg Art Center (ныне это Художественный музей Фитчберга), Рейнольдс и Гиффорд провели совместную выставку, где представили свои работы маслом и акварелью, а также офорты.
Рейнольдс Бил был активным участником американского арт-сообщества — был членом клубов Salmagundi Club, Lotus Club и Century Club; Национальной академии дизайна и Американского общества акварелистов. Был членом Society of American Engravers и National Arts Council. Бил являлся также одним из основателей общества Society of Independent Artists.
Болезнь помешала ему быть активным в последние годы жизни, и с 1940 года он почти перестал писать. Умер 18 декабря 1951 года в городе Рокпорт, штат Массачусетс.